# Alfonso Cabello
Alfonso Cabello Llamas (La Rambla, 19 de septiembre de 1993) es un deportista español que compite en ciclismo adaptado en las modalidades de pista y ruta.Ostenta el record mundial y el record paralímpico en la modalidad de 1km contrarreloj C5. Ganó siete medallas en los Juegos Paralímpicos de Verano entre los años 2012 y 2024.

## Palmarés internacional
| Juegos Paralímpicos | Juegos Paralímpicos     | Juegos Paralímpicos | Juegos Paralímpicos              |
| Año                 | Lugar                   | Medalla             | Prueba                           |
| ------------------- | ----------------------- | ------------------- | -------------------------------- |
| 2012                | Londres (Reino Unido)   | Medalla de oro      | 1 km contrarreloj C4-5           |
| 2016                | Río de Janeiro (Brasil) | Medalla de bronce   | 1 km contrarreloj C4-5           |
| 2016                | Río de Janeiro (Brasil) | Medalla de bronce   | Velocidad por equipos C1-5 mixto |
| 2020                | Tokio (Japón)           | Medalla de oro      | 1 km contrarreloj C4-5           |
| 2020                | Tokio (Japón)           | Medalla de bronce   | Velocidad por equipos C1-5 mixto |
| 2024                | París (Francia)         | Medalla de plata    | Velocidad por equipos C1-5 mixto |
| 2024                | París (Francia)         | Medalla de bronce   | 1 km contrarreloj C4-5           |